# 골키퍼 CIWS

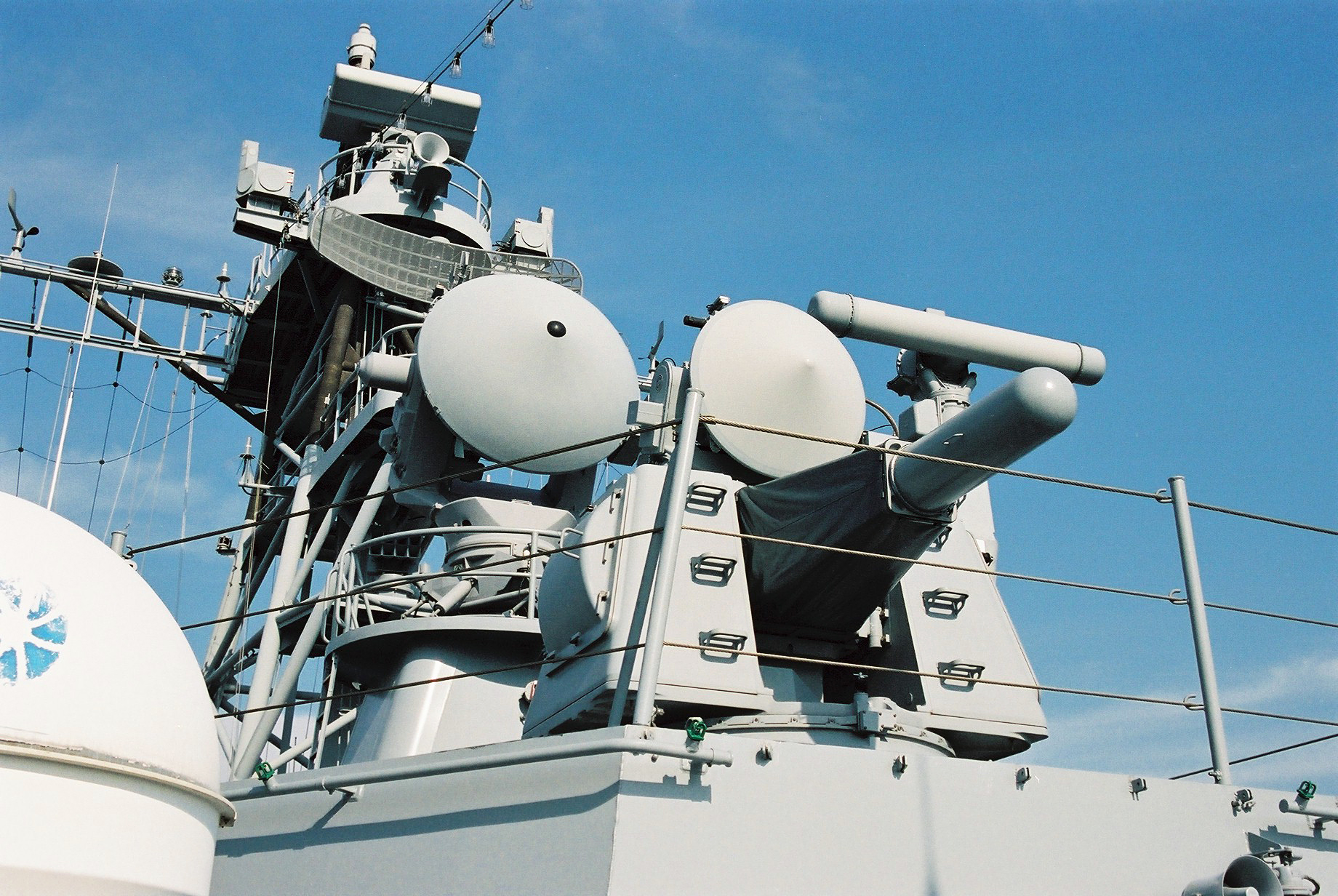
광개토대왕급 구축함

골키퍼 CIWS는 네덜란드의 CIWS이다.

## 성능
A-10 썬더볼트 II 공격기에서 사용하는 30 mm 구경의 GAU-8 어벤저 개틀링포를 채택했다. 미국 레이시온사의 팰렁스 CIWS는 20 mm 구경의 M61 Vulcan 기관포를 사용하는데, 이보다 탄환이 크다.
마하 2의 속도를 갖는 SS-N-22 선번 초음속 대함 미사일을 자동으로 탐지하여 요격할 수 있다. 탐지에서 자동요격까지 5.5초의 시간이 걸리며, 1500 m 거리에서 탐지하여 500 m 거리에서 요격할 수 있다.

## 제원

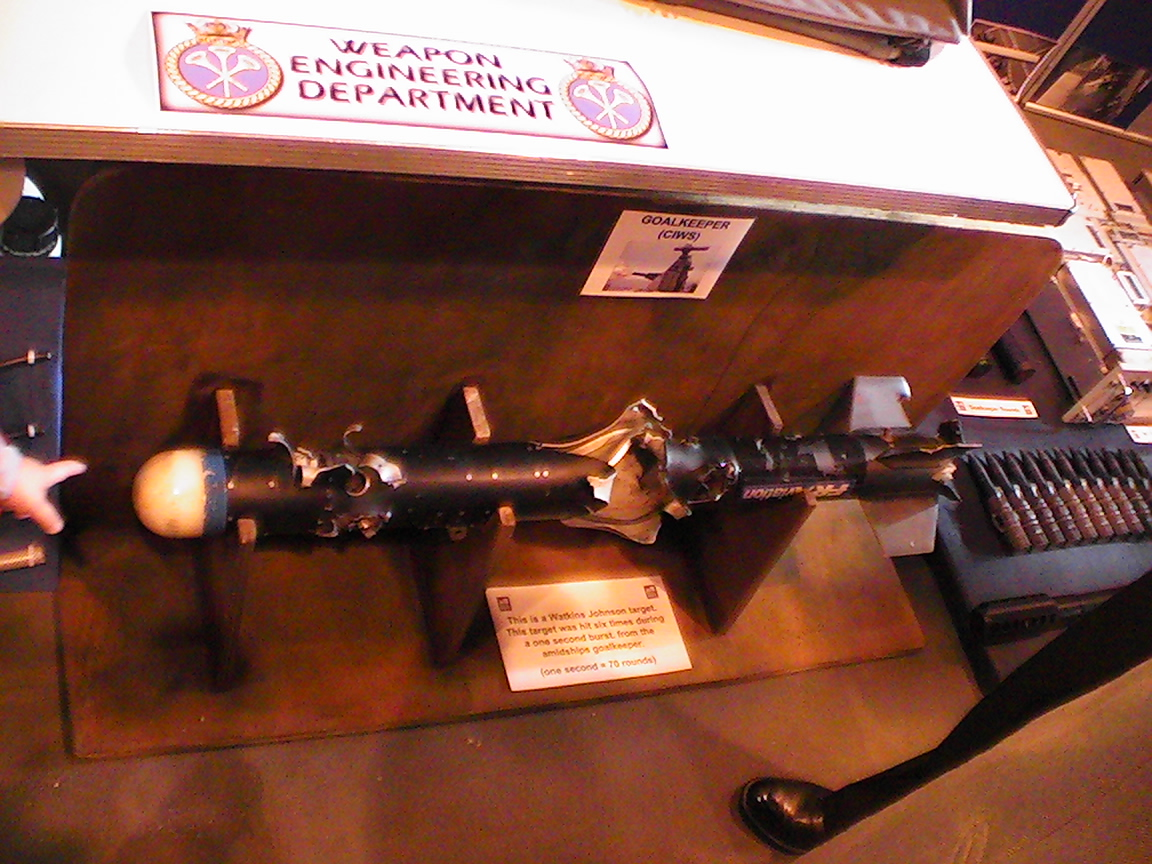
골키퍼에 의해 파괴된 적 미사일

- 기관포: GAU-8 어벤저 30 mm 구경 7총열 개틀링포
- 높이: 3.71 m (above deck) 6.2 m (including deck penetration).
- 중량: 6,372 kg with 1,190 rds of ammunition (above deck), 9,902 kg (total).
- 발사각도 +85도에서 −25도까지 요격가능. 초당 80도의 동작속도
- 총구속도: 1,109 m/s (MPDS 탄).
- 터렛 속도 3.8 초만에 360 도를 회전함
- 발사속도: 초당 70 발 (분당 4,200 발).
- Maximum burst size: 1000 rounds.
- 탄환수: 1,190 발 탄창 (HEI, API, TP, MPDS, FMPDS)
- 재장전 시간: 9 분
- 사거리: 350 ~ 3,000 m
- 탐색 레이다: I band / linear array. Beamsize 1.5 degrees horizontal, 60 degrees vertical. Rotates at 60 rpm. Range approx 30 km.
- 조준 레이다: I band and K band monopulse Cassegrain antenna.
- 광학 시스템: TV
- 100% 명중률 거리: 500 m
- 가격: 1600만 유로

## 사용국가
- 네덜란드
- 칠레
- 포르투갈
- 벨기에
- 대한민국

## 같이 보기
- 센트리 건